# Nationellt Produktregister för Läkemedel
Nationellt Produktregister för Läkemedel (NPL) är ett register över läkemedel i Sverige som utvecklats och förvaltas av Läkemedelsverket. Utvecklingen sker i samråd med bland annat E-hälsomyndigheten, Tandvårds- och läkemedelsförmånsverket (TLV) och Sveriges Kommuner och Regioner (SKR). Registret innehåller alla godkända och registrerade läkemedel som får säljas i Sverige efter 2004.
Historik
NPL skapades i ett samarbete mellan Läkemedelsindustriföreningen, Apoteket AB och Läkemedelsförmånsnämnden under tidigt 2000-tal. Syftet var att på elektronisk väg och med strukturerad data löpande förmedla information från Läkemedelsverket till aktörer inom hälso- och sjukvård samt apotek om vilka läkemedel som fick förskrivas och säljas i Sverige. Man ersatte med registret utskick av dokument som brev och fax och att varje aktör fick upprätthålla sitt eget register över läkemedlen.
Fram till 2015 utvecklades tre olika versioner av NPL (NPL, NPL 2 och NPL 3). I NPL 3 kunde läkemedelsföretag logga in till systemet och komplettera viss data om sina produkter, samt markera om de fanns tillgängliga för försäljning.
I och med NPL 4 som lanserades hösten 21 november 2016 förändrades detta. Från denna version innehåller registret bara data som Läkemedelsverket står för, och informationen importeras till E-hälsomyndighetens system LiiV, där sedan läkemedelsföretagen logga in och komplettera data med t.ex. information om EAN-streckkoder, varunummer och tillgänglighet. Från LiiV exponeras sedan data om tillgängliga produkter i registret Vara som apotek, hälso- och sjukvård med flera i sin tur kan hämta data från.
Teknik
I NPL-registret får varje läkemedel ett unikt id-nummer, NPL-id. Ett läkemedel definieras som en viss styrka av en viss läkemedelsform av ett läkemedelsnamn – exempelvis Alvedon tablett 500 mg. Varje förpackningsstorlek och -typ får i NPL på motsvarande sätt ett unikt id-nummer, NPL-packID. Till dessa olika id-nummer kopplas sedan grundläggande information, som datum för godkännande, aktiva substanser, förpackningsstorlekar, hållbarhet, med mera. NPL innehåller inga läkemedelstexter som produktresumé eller bipacksedel.
Informationen i NPL kvalitetssäkras löpande av Läkemedelsverket och används i bland andra journalsystem, förskrivarstöd och apotekssystem. Exempelvis används NPL för Läkemedelsverkets söktjänst Läkemedelsfakta och Läkemedelsindustriföreningen Fass.se.
NPL uppdateras varje natt och exponeras i form av XML-filer i ett samlande Zip-arkiv. Man kan fritt ladda ner och använda registret. Man kan för varje dag välja att ladda ner hela registret eller bara information om de produkter vars data på något sätt ändrats under sista dygnet (en så kallad delta-fil).